# Gonatoraphis lobata
Gonatoraphis lobata là một loài nhện trong họ Linyphiidae. Loài này được phát hiện ở Colombia.